# Lajos Kiss
Lajos Kiss (Miskolc, Borsod-Abaúj-Zemplén, 22 de maio de 1934 - 31 de agosto de 2014) foi um ex-canoísta húngaro especialista em provas de velocidade.

## Carreira
Foi vencedor da medalha de bronze em K-1 1000 m em Melbourne 1956.